# Краснозубый спинорог
Краснозубый спинорог (лат. Odonus niger) — вид тропических морских лучепёрых рыб из семейства спинороговых, единственный представитель рода Odonus.

## Описание
Краснозубый спинорог длиной 50 см. Тело ромбовидной формы, немного приплюснуто по бокам. Голова крупная, более светлая, зеленоватая с синими линиями. Очень маленький рот с красными зубами. Передний спинной плавник с острыми костными лучами, второй спинной и анальный плавники хорошо развиты. Хвост раздвоенный, очень длинный, часто с заострёнными концами. Края плавников имеют блестящую сине-зелёную кайму.

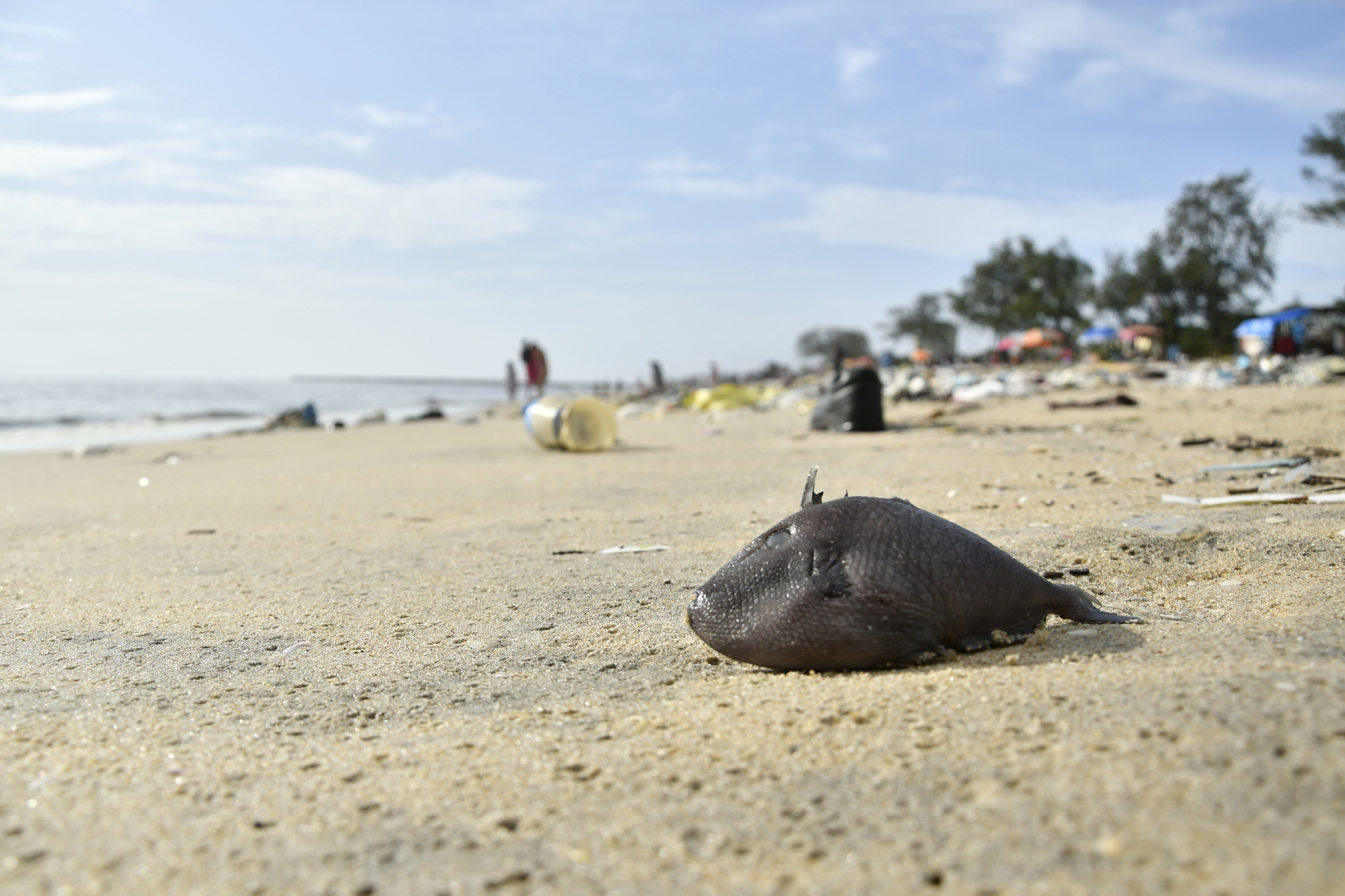
Краснозубый спинорог выброшенный на берег, Индия

## Распространение
Он живёт в Красном море и в Индо-Тихоокеанской области от побережья Восточной Африки до Южной Африки, Японии, Новой Каледонии до Маркизских островов и островов Общества на глубине от 3 до 35 м. Рыбы живут в свободной стае над коралловыми рифами в лагунах и во внешних рифах.

## Питание
Краснозубый спинорог питается зоопланктоном, а также донными беспозвоночными, такими как губки, моллюски и ракообразные.

## Размножение
В период размножения образуются гаремы, состоящие из одного самца и до 10 самок, которые все вместе мечут икру. Самцы охраняют икру до появления на свет личинок.